# Poecilodromops victoriae
Poecilodromops victoriae är en stekelart som beskrevs av Heinrich 1975. Poecilodromops victoriae ingår i släktet Poecilodromops och familjen brokparasitsteklar. Inga underarter finns listade i Catalogue of Life.